# Pseudohamelia hirsuta
Pseudohamelia hirsuta är en måreväxtart som beskrevs av Herbert Fuller Wernham. Pseudohamelia hirsuta ingår i släktet Pseudohamelia och familjen måreväxter. Inga underarter finns listade i Catalogue of Life.